# Musée d’histoire locale d’Ouman
Le musée d'histoire locale d'Ouman est une institution situé à Ouman en Ukraine. 

## Historique
Le musée se situe dans un ancien hôpital construit en 1902. L'institution date de 1906, un ensemble d'enseignants du gymnasium local y pourvurent. Art, archéologie, ustensiles de la vie quotidienne, mais la collection n'eut pas l'autorisation des autorités. En 1917 la première exposition eu donc lieu dans le gymnasium. En 1924 le musée est nationalisé.

## Collections

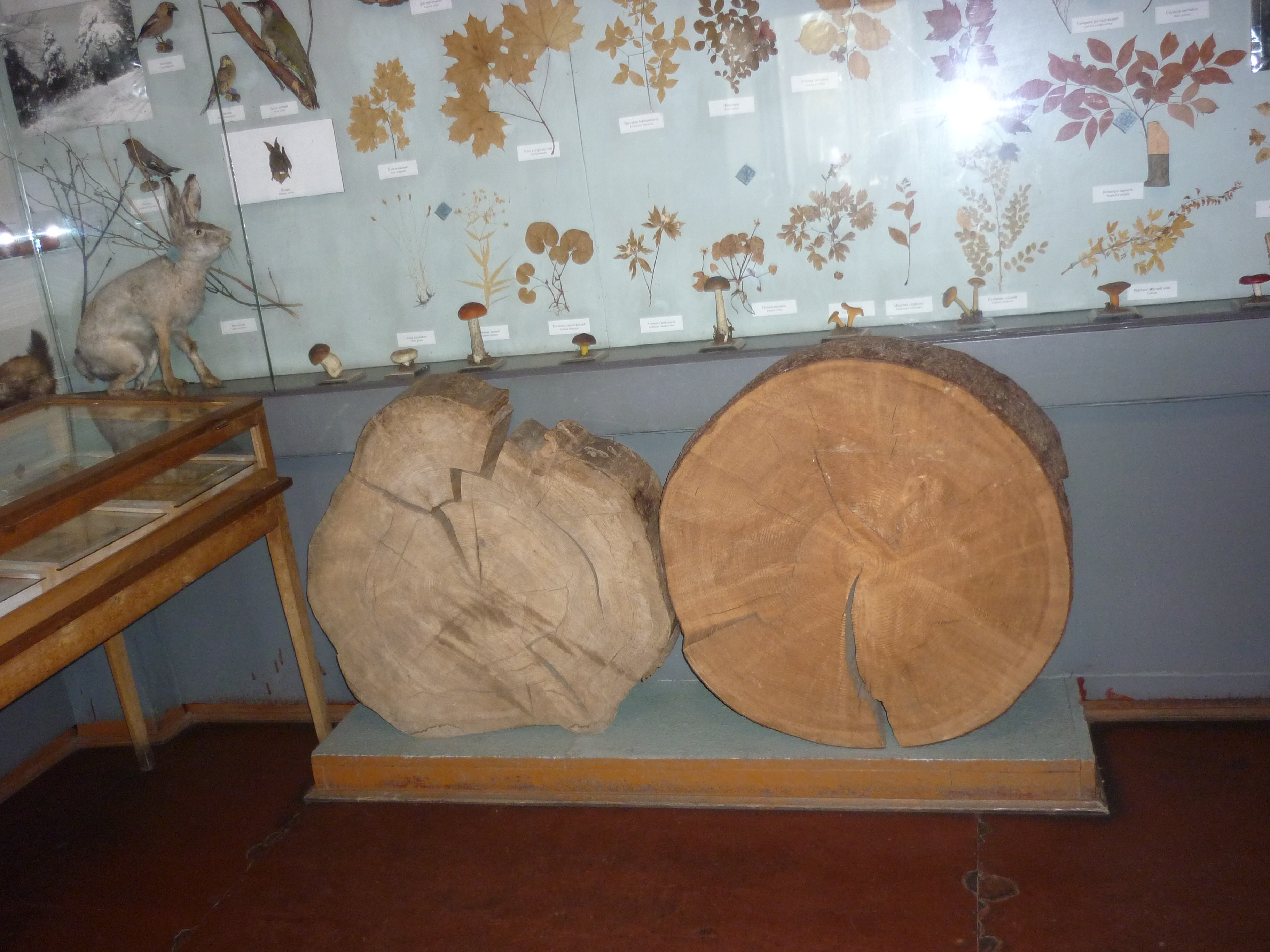
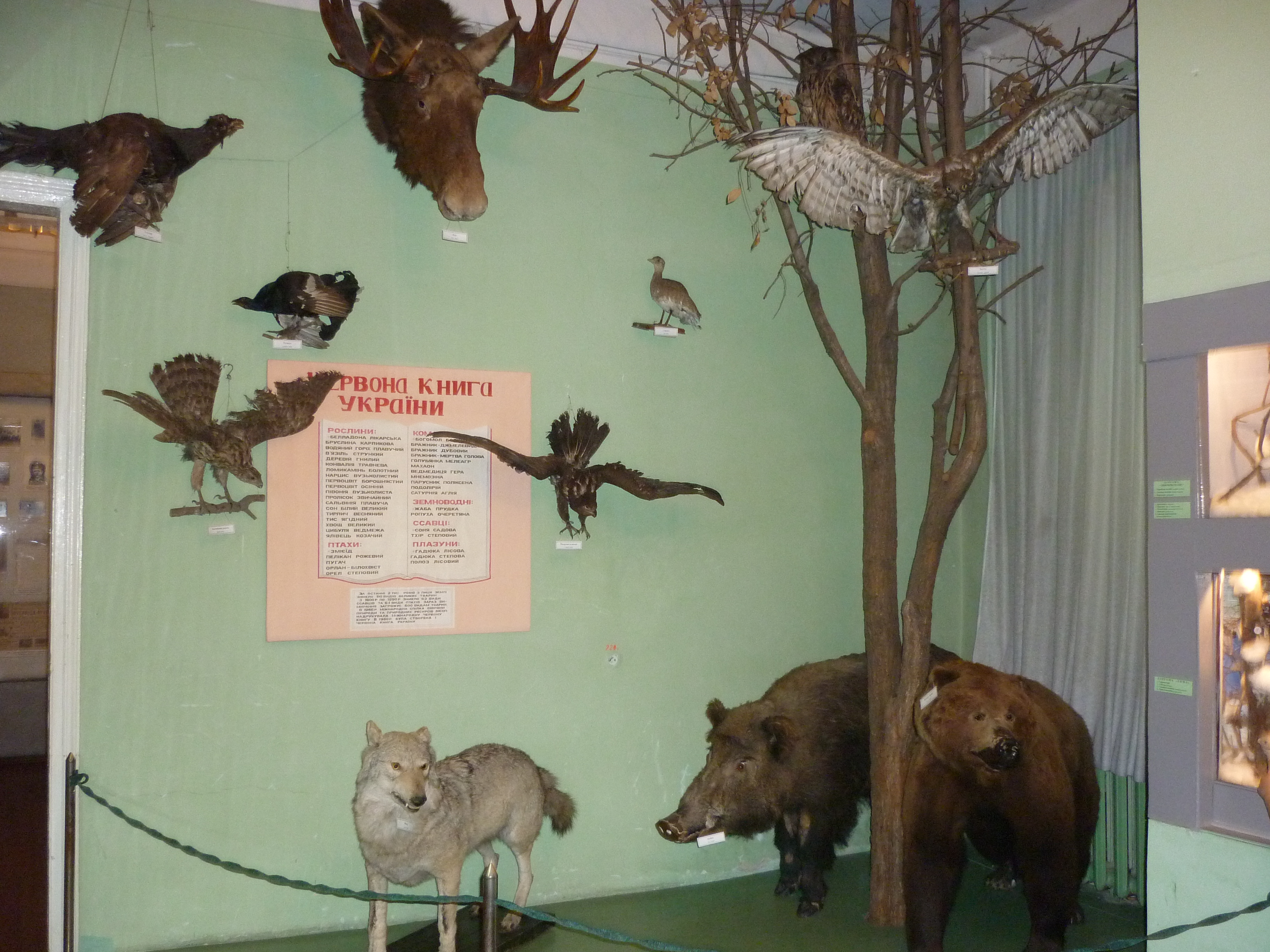
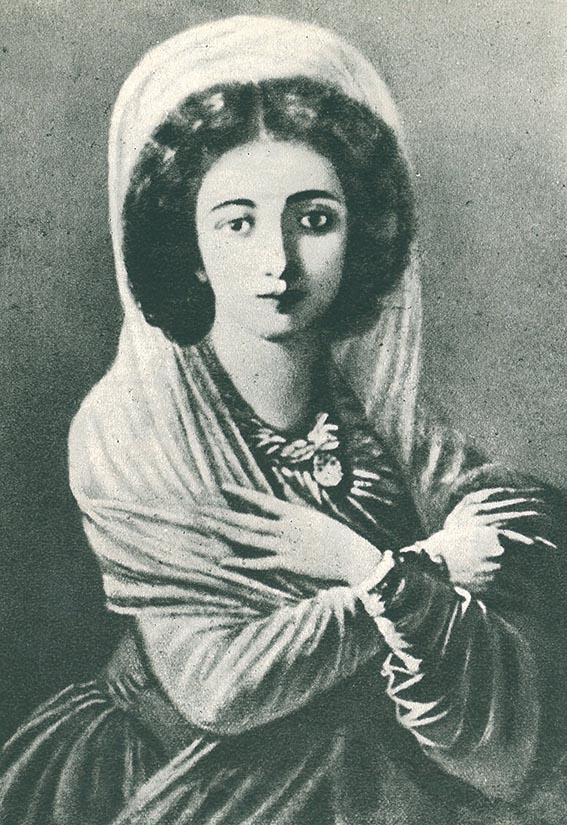
Sofia Wittowa.